# 景式王
景式王（かげのりおう、生没年不詳）は、平安時代前期の皇族・歌人。文徳天皇の孫で、上総太守・惟条親王の子。位階は従四位下。

## 概要
生年は明らかでないが、父・惟条親王は承和13年（846年）生まれで貞観10年（868年）没であることから貞観年間前半（860年代）生まれと想定される。寛平9年（897年）二世王として従四位下に直叙されているが、以降の経歴は明らかでなく、間もなく没したか。
勅撰歌人として『古今和歌集』に2首が入集している。